# John Black
John Black   (Coylton, 26 d'octubre de 1882 - Winnipeg, 16 d'octubre de 1924) va ser un tirador escocès de naixement, però que de ben petit va emigrar al Canadà, on va competir durant la dècada de 1920.
El 1920 va prendre part en els Jocs Olímpics d'Anvers, on va disputar la prova de fossa olímpica del programa de tir. Quatre anys més tard, als Jocs de París, guanyà la medalla de plata en la prova de la fossa olímpica per equips, juntament a George Beattie, Robert Montgomery, Samuel Vance, William Barnes i Samuel Newton, del programa de tir.